# John Andrews (Radsportler)
John Andrews (* 13. April 1934 in Ramsgate; † 23. März 2000 in Woking) war ein britischer Radrennfahrer.

## Sportliche Laufbahn
Andrews war im Straßenradsport aktiv. 1956 siegte er im Eintagesrennen Tour of Kent und gewann eine Etappe der Tour of Britain, die er auf dem 7. Rang beendete. 1956 gewann er auch das Rennen Nottingham–Manchester–Nottingham Two Day und die All London Championship.
Andrews ging mit einigen anderen Briten wie Tony Hewson 1958 nach Frankreich, um in Westeuropa vor allem Profirennen zu fahren. Er siegte im Rennen Quatre Vents de Charleville 1958 und belegte im Rennen der Profis bei den UCI-Straßen-Weltmeisterschaften beim Sieg von Ercole Baldini den 13. Platz. Damit war er bester Brite im Rennen.
1958 wurde er Unabhängiger, 1961 dann Berufsfahrer im Radsportteam Margnat-Rochet-Dunlop. Dort fuhren auch seine Landsleute Stan Britain, Robert Laidlaw, Vincent Denson und Sean Ryan. In der Tour de Champagne 1958 wurde er Zweiter.
1959 wurde er für die Tour de France nominiert. Er startete gemeinsam mit seinen Landsleuten Brian Robinson, Tony Hewson und Victor Sutton in einem internationalen Team. Dort schied er auf der 3. Etappe aus. 1960 startete er erneut in der Tour. Er war Mitglied der britischen Nationalmannschaft. Auf der 11. Etappe schied er nach Überschreitung der Karenzzeit aus.